# Comps (Drôme)
Comps ist eine französische Gemeinde mit 137 Einwohnern (Stand 1. Januar 2022) in der Region Auvergne-Rhône-Alpes im Département Drôme; sie gehört zum Kanton Dieulefit im Arrondissement Nyons.

## Geografie
Comps liegt auf einer mittleren Höhe von 680 Metern über dem Meeresspiegel, sieben Kilometer nordöstlich von Dieulefit und 34 Kilometer östlich von Montélimar. Durch den Ort fließt der Jabron, dazu zwei seiner Nebenläufe, die Rimandoule und der Ruisseau de Luzerne.

## Geschichte
Die ältesten urkundlichen Erwähnungen von Comps als Castrum de Cums stammen von 1210 bzw. 1293 (Castrum de Combis). Im Mittelalter war Comps eine Festung der Grafen von Valentinois, später wurde es Vesc, dann dem Haus De Moreton de Chabrillan unterstellt. Ihre Bewohner werden Compsois bzw. Compsoises genannt.

### Bevölkerungsentwicklung
| Jahr                       | 1911 | 1962 | 1968 | 1975 | 1982 | 1990 | 1999 | 2007 | 2016 |
| Einwohner                  | 244  | 196  | 119  | 104  | 129  | 137  | 118  | 153  | 164  |
| Quellen: Cassini und INSEE |      |      |      |      |      |      |      |      |      |

## Sehenswürdigkeiten

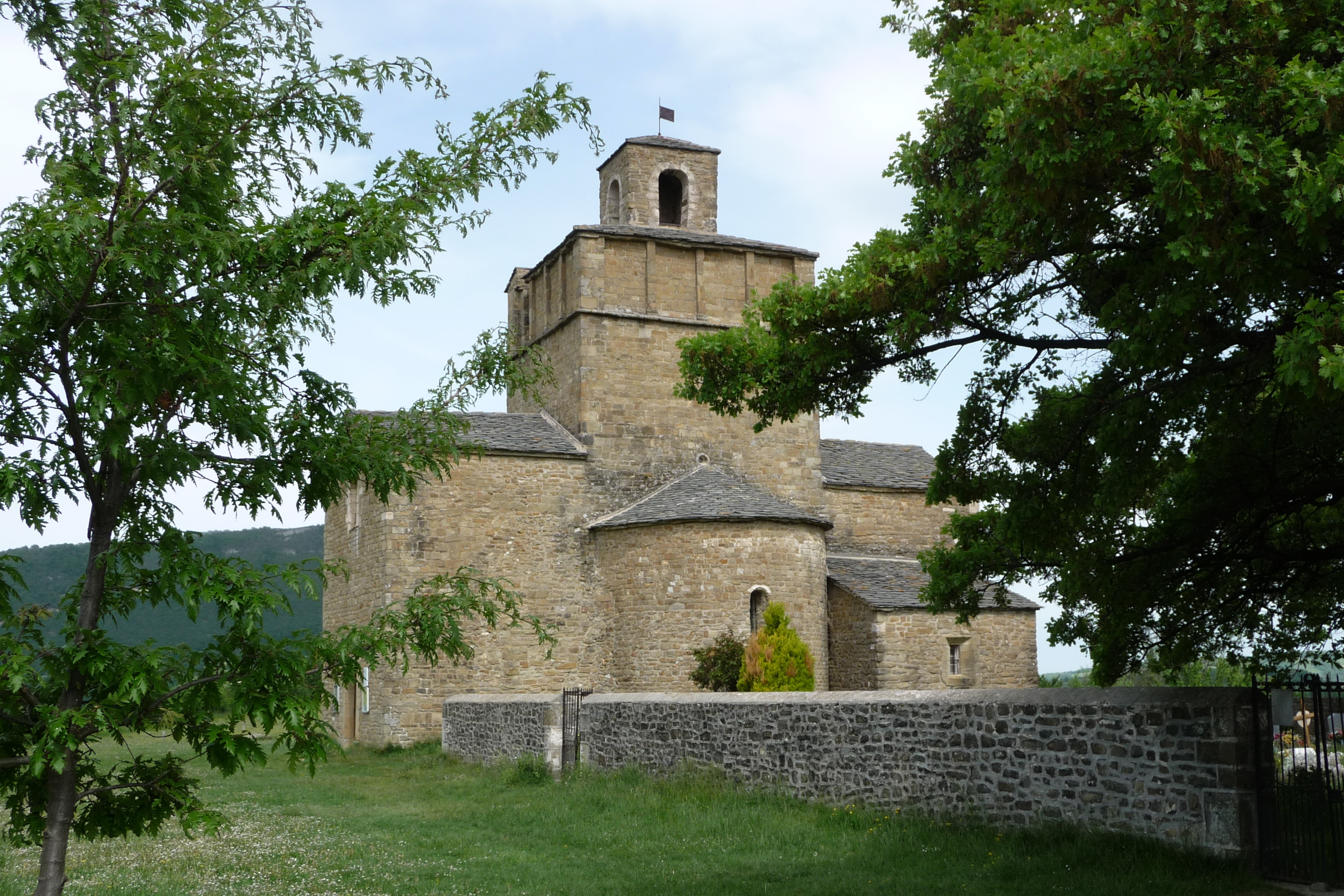
Romanische Kirche Saint-Pierre-et-Paul des einstigen benediktinischen Priorats aus dem 11. Jahrhundert. Wird allgemein als eine der schönsten Bauwerke im Drôme bezeichnet

- Kirche Saint-Pierre et Saint-Paul, geweiht den Heiligen Peter und Paul, aus dem 11. Jahrhundert; kreuzförmiger Bau mit Mittelturm, innen oktogonale Kuppel.[1] (Monument historique)[2] Philippe Jaccottet streift die Kirche in seinen Aufzeichnungen La Semaison.
- Rechteckige Burganlage mit vier Ecktürmen aus dem 16. Jahrhundert.
- Ruine einer mittelalterlichen Kastralburg auf der höchsten Erhebung der Gemeinde.